# メカジキ
メカジキ（目梶木、眼梶木、学名 Xiphias gladius ）は、バショウカジキ目メカジキ科に分類されるカジキの一種である。カジキ類の中でも最大級で、食用に漁獲される。メカジキ科唯一の現生種であり、メカジキ属唯一の種である。化石魚類のプロトスフィラエナ（Protosphyraena）属は類似した形態を持つが、近縁種ではない（以前はカマスまたはカジキの祖先と考えられていたが、現在は否定されている）。

## 名前
英名"Swordfish"は、長く扁平な吻が両刃の剣に似ることに由来する。学名の種小名"gladius"も、古代ローマで用いられた両刃の剣・グラディウスに因む。
日本国内の地方名としては、メザス（富山）、ダクダ、ラクダ（千葉）、メカ（東京、高知県室戸）、メサラ、メダラ（神奈川）、シュウトメ（高知、和歌山）、ツン（山口、高知）、ハイオ（熊本）、ゴト（鹿児島）などがある。

## 特徴
成魚は最大で全長4m・体重500kgを超える大型魚で、カジキ類の中でも非常に大型の種類である。また、メスはオスより大きい。
他のカジキ類と同様に体は紡錘形で、上顎が長く伸長し強大な吻を形成する。ただし他のカジキ類と異なる特徴として、吻が縦扁し体に比して非常に長い、目が頭部に比して大きく、これが「目旗魚」という名前の由来となっている。鱗と腹鰭の他、成魚には歯がない、体の断面はほとんど側扁しない、成魚の背鰭は鎌状で基底が短い、尾柄の水平隆起線が2対ではなく1対であることなどが挙げられる。これらの相違から、他の現生カジキ類が全てマカジキ科として分類されるのに対し、メカジキは1種のみでメカジキ科メカジキ属として分類されている（単型）。

## 生態
全世界の熱帯・温帯海域に広く分布する。生存に適する水温範囲は18-22℃だが、生息できる温度は5-27℃と幅広く、他のカジキ類が生息できないような低温の海域にも出現する。
外洋の表層・中層に生息し、群れを作らず単独で遊泳する。背鰭を水面上に出して泳いだり水面上に飛び上がったりもする一方、深海の海底付近まで下って餌を捕ることもある。食性は肉食性で、特にイカ類を好むが、他の魚類や甲殻類なども捕食する。性質は獰猛で、船舶や大型魚、クジラなどにも突進する。
繁殖期は夏から秋で、分離浮性卵を産卵する。幼魚は歯があり、背鰭の基底が体の後半部まで続いているが、成長に従って歯が消失し、背鰭が鎌状に変化する。

## 利用
マグロ延縄や突きん棒で漁獲される。漁獲の際には長い吻による死傷例もある。
新鮮な肉は淡いピンク色だが、冷凍すると白濁になる。味はマカジキよりは劣るとされているが、刺身、煮付け、フライやムニエルなどの他、缶詰や蒲鉾にも利用される。
吻は利用法が無いため捨てられていたが、気仙沼市のジーンズ製造会社が粉末にして繊維に織り込んだ製品を販売している。
乱獲による個体数減少が懸念されており、IUCNレッドリストでは1994年からDD（情報不足）として掲載されている。
食料として見た場合、メカジキの体内に含まれる微量の水銀に注意する必要がある。厚生労働省は、メカジキを妊婦が摂食量を注意すべき魚介類の一つとして挙げており、2005年11月2日の発表では、1回に食べる量を約80gとした場合、メカジキの摂食は週に1回まで（1週間当たり80g程度）を目安としている。
なお、アメリカのFDAは、有機水銀が蓄積されている可能性が高いとして2003年に妊婦や授乳中の女性および子供はメカジキを摂取しないよう勧告を行っている。

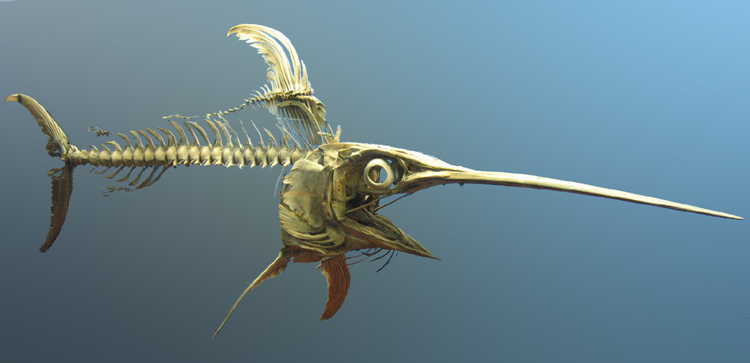
メカジキの骨格標本。アメリカ国立自然史博物館所蔵
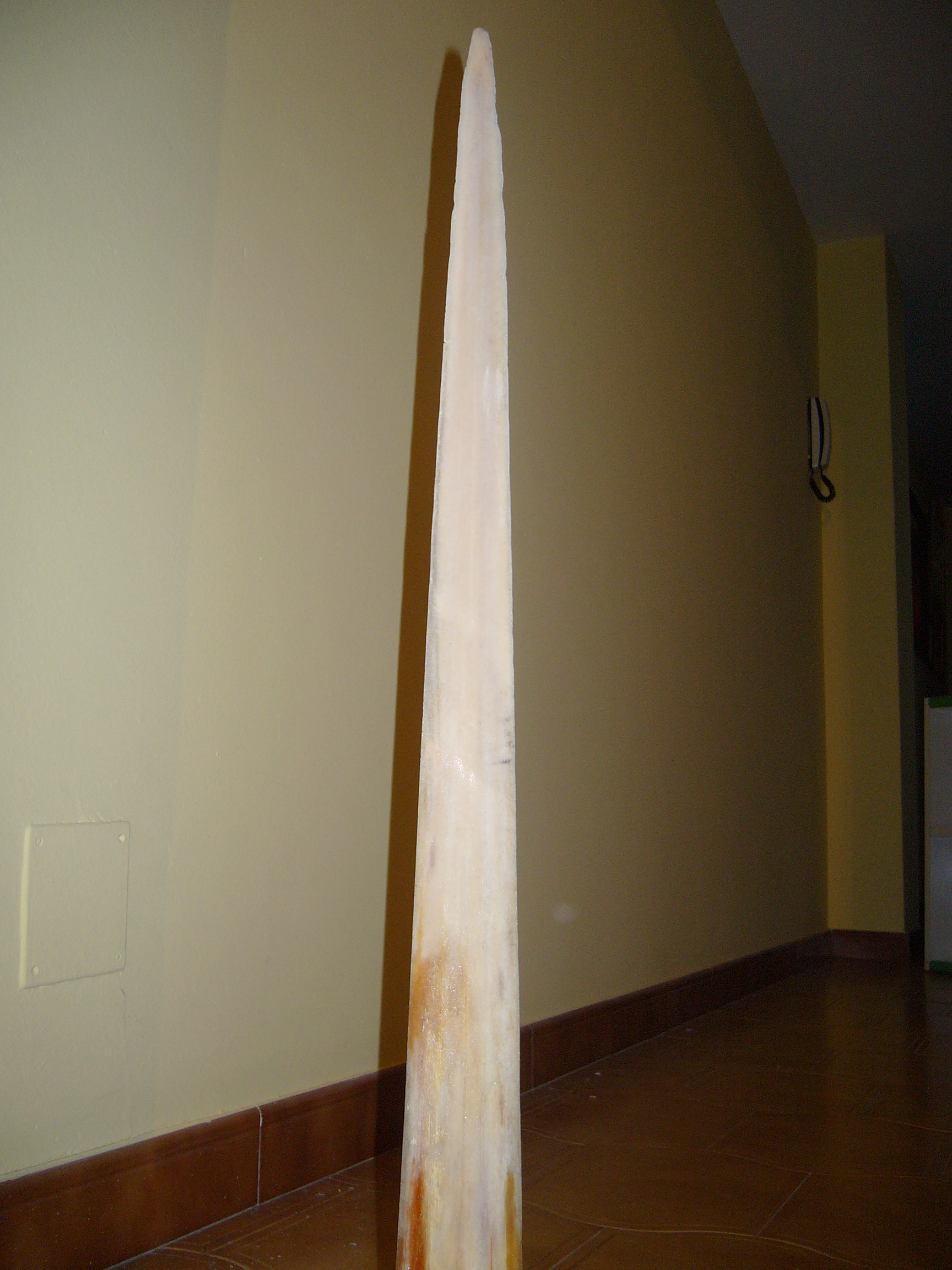
メカジキの吻
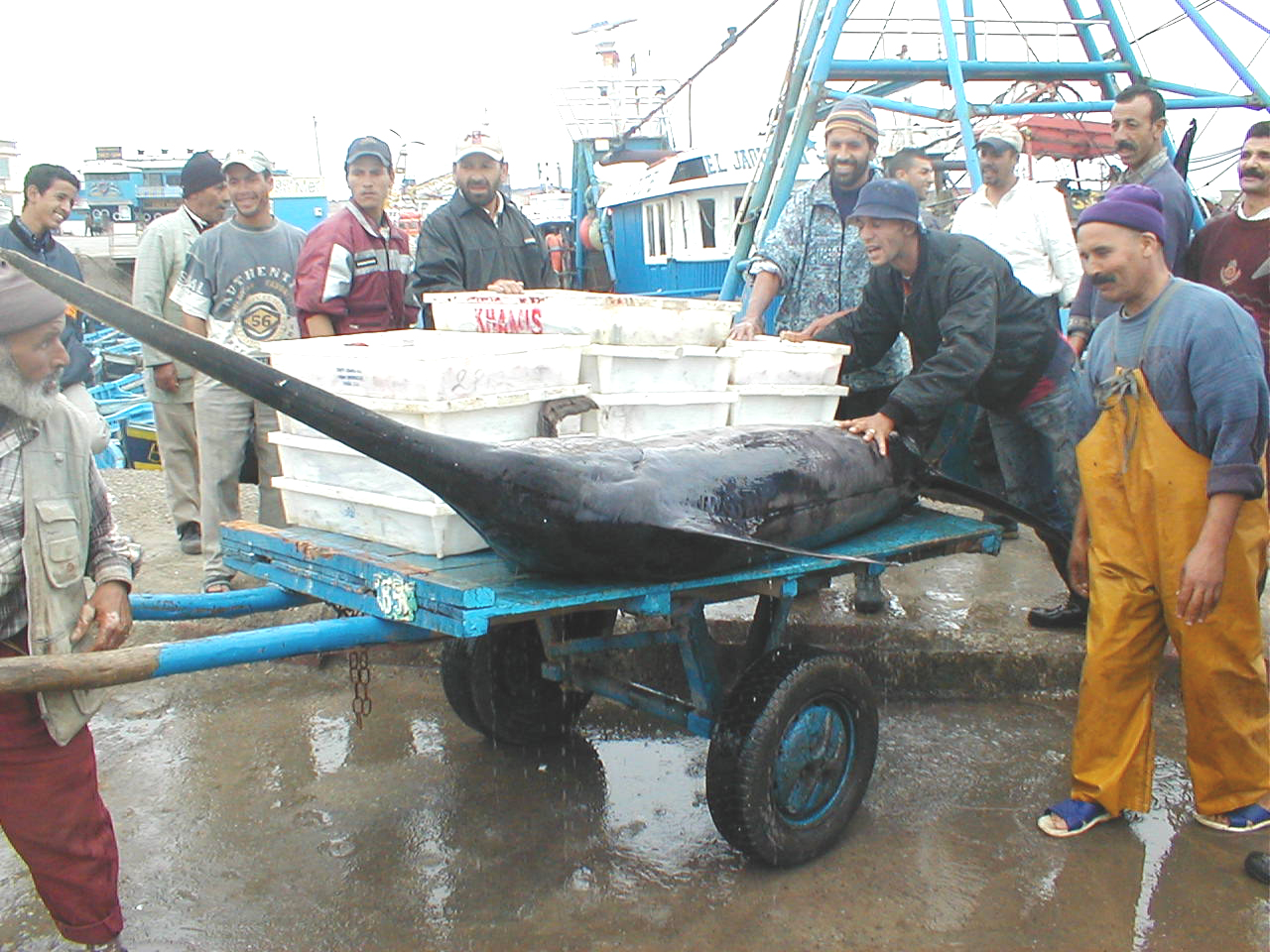
水揚げされたメカジキ
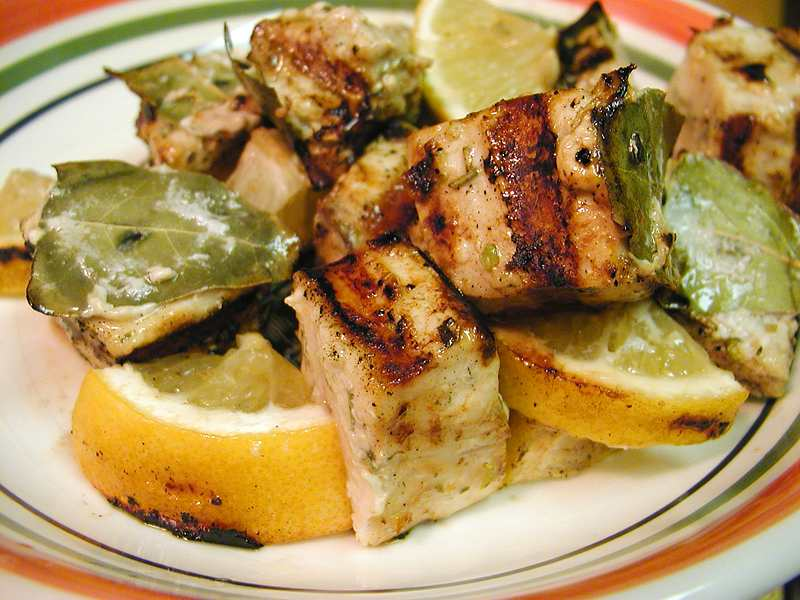
メカジキのマリネ
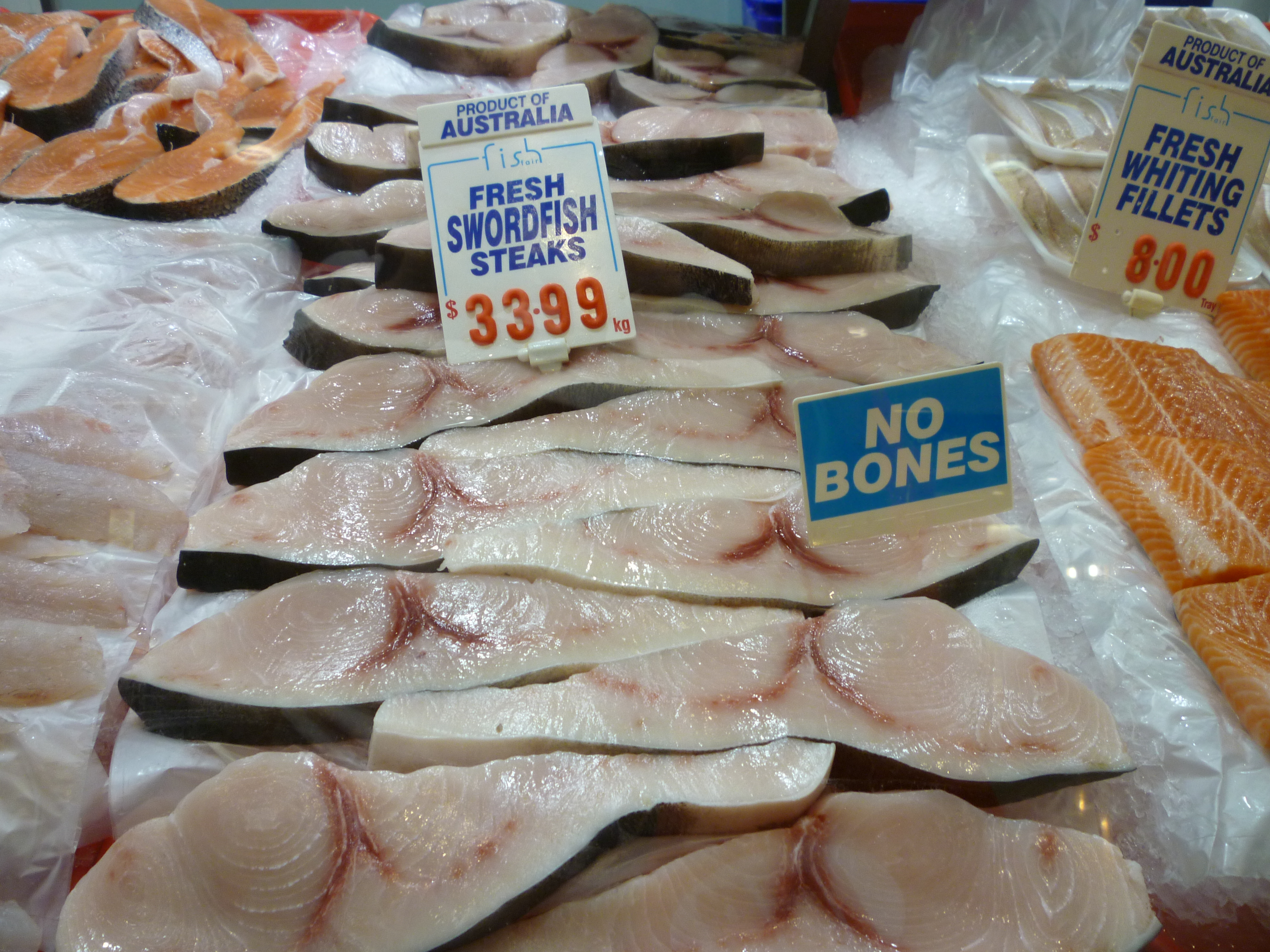
メカジキの切り身
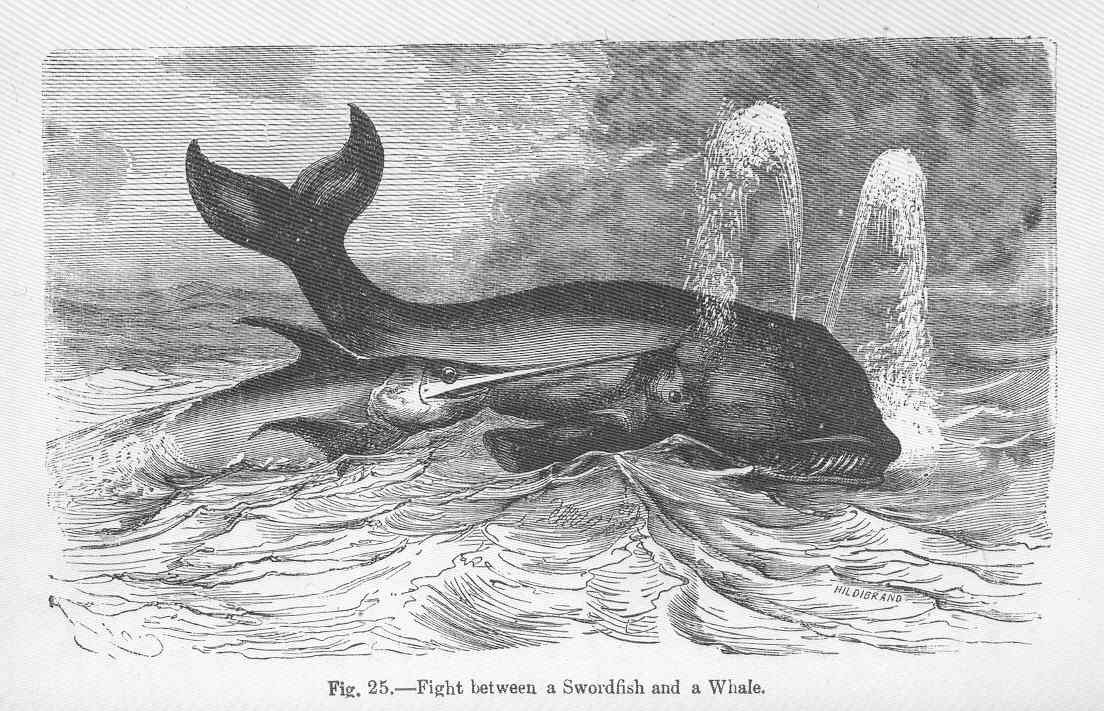
クジラに突進するメカジキを描いた想像図
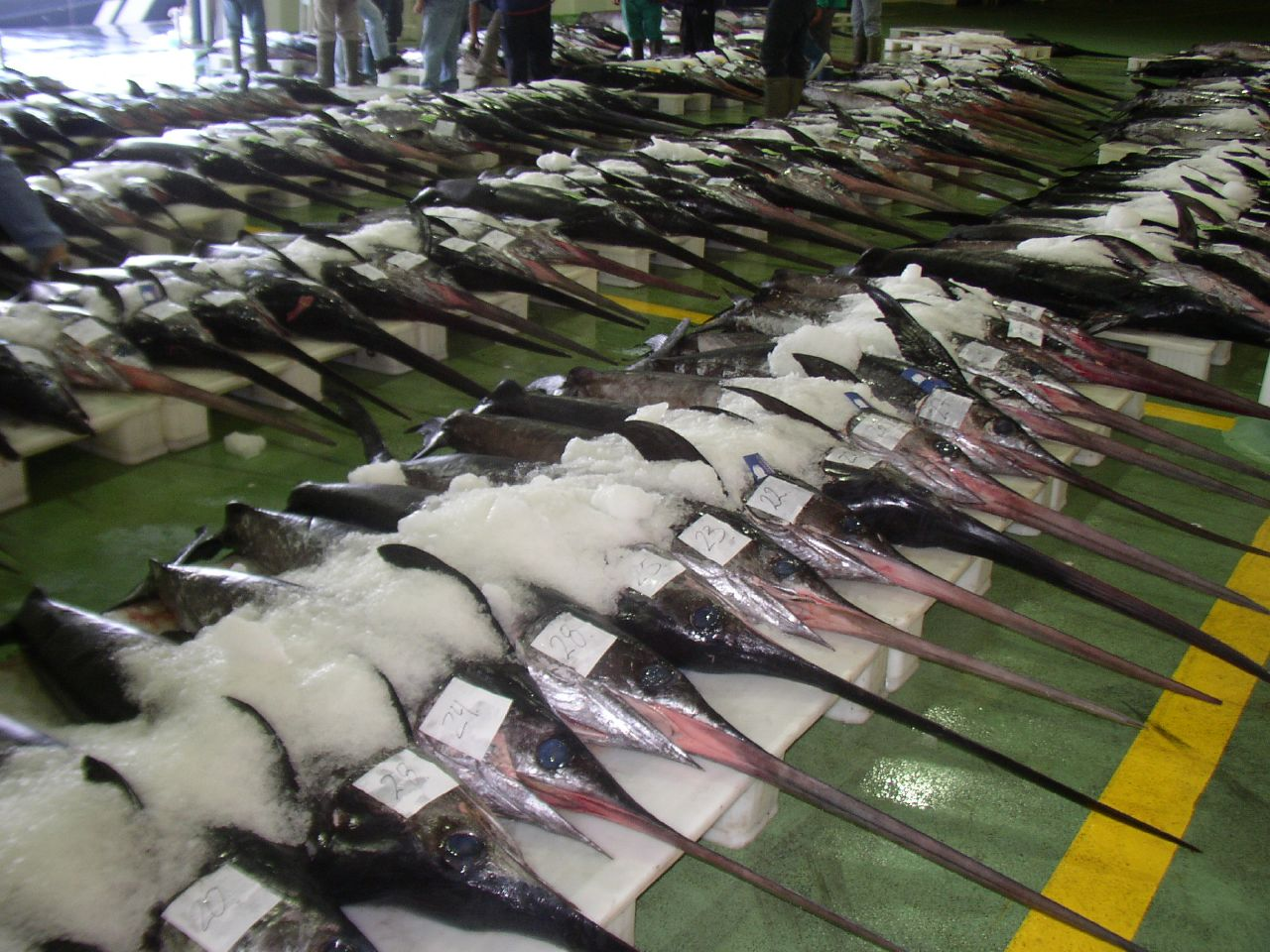
市場に並ぶメカジキ
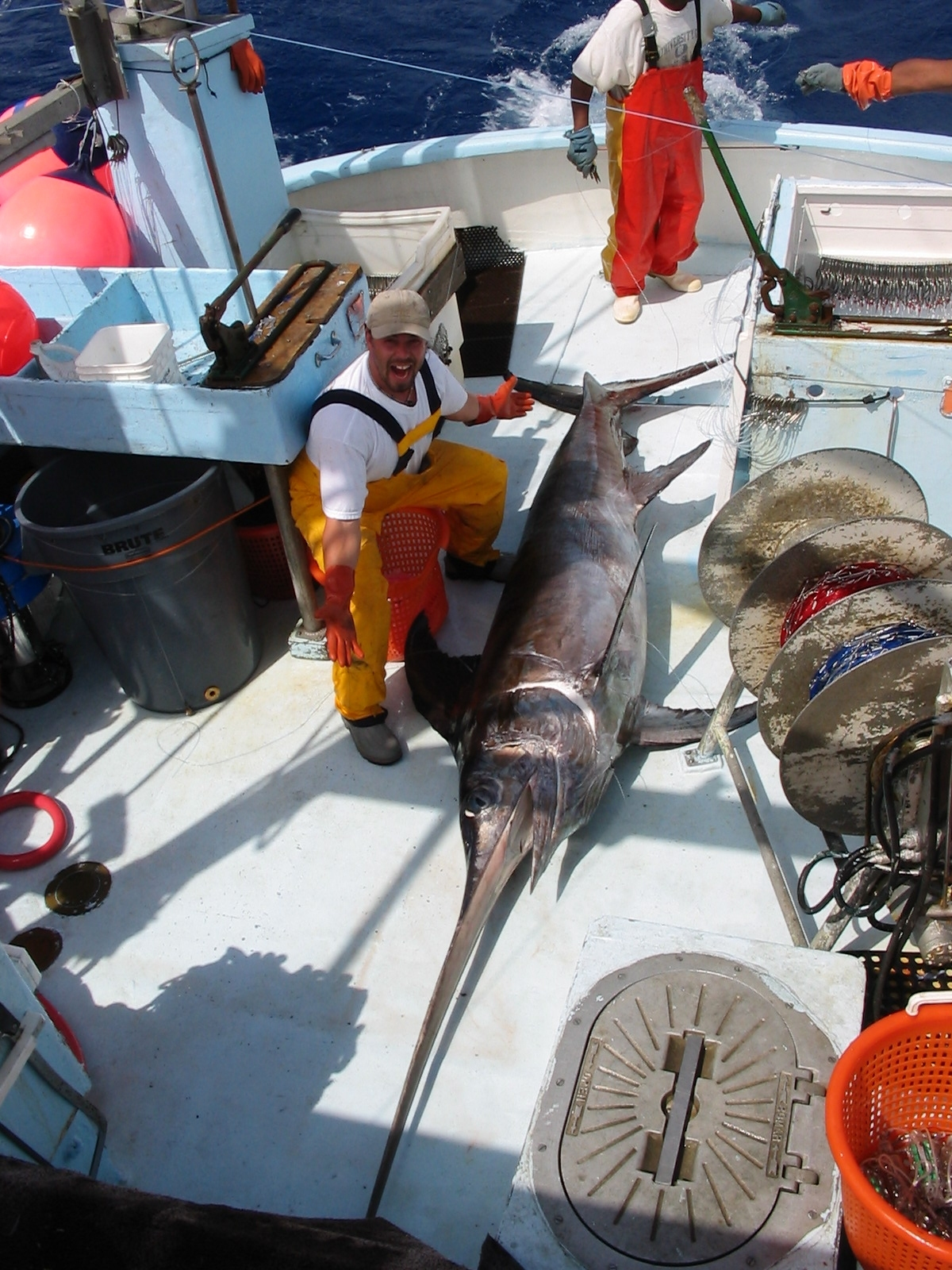
漁獲されたメカジキ